# 維德諾-索菲伊夫卡
48°27′15″N 39°30′41″E / 48.45417°N 39.51139°E
維德諾-索菲伊夫卡（烏克蘭語：Видно-Софіївка）是位於烏克蘭東部的村莊，由盧甘斯克州卢甘斯克区的青年近衛軍村市鎮負責管轄。該村始建於1951年，面積0.94平方公里，海拔高度59米，2001年人口62，人口密度每平方公里66人。